# Thomas Jones (astronauta)
Thomas David Jones (ur. 22 stycznia 1955 w Baltimore) – amerykański astronauta i pilot.

## Życiorys
W 1973 ukończył szkołę w Esseksie w stanie Maryland, a w 1977 studia w United States Air Force Academy w Colorado Springs, w 1988 uzyskał doktorat z nauk planetarnych na University of Arizona w Tucson, gdzie od 1983 pracował. W 1990 został starszym pracownikiem naukowym Science Applications International Corporation w Waszyngtonie. 17 stycznia 1990 został wybrany przez NASA kandydatem na astronautę, zakwalifikował się jako astronauta w lipcu 1991. Przechodził szkolenie na specjalistę misji. Od 9 do 20 kwietnia 1994 uczestniczył w misji STS-59 z radarem SRL-1 (Space Radar Laboratory), trwającej 11 dni, 5 godzin i 49 minut.
Drugą jego misją była STS-68 od 30 września do 11 października 1994 z obserwatorium radarowym SRL-2, trwająca 11 dni, 5 godzin i 46 minut.

Od 19 listopada do 7 grudnia 1996 był specjalistą misji STS-80 trwającej 17 dni, 15 godzin i 43 minuty. Umieszczono wówczas na orbicie i przechwycono swobodnie latające platformy badawcze ORFEUS-SPAS II (Orbiting Retrievable Fal and Extreme Ultraviolet Spectrometr) oraz WSF-3 (Wake Shield Facility).
Od 7 do 20 lutego 2001 brał udział w misji STS-98 trwającej 12 dni, 21 godzin i 20 minut.
Łącznie spędził w kosmosie 53 dni i 48 minut. Opuścił NASA 7 września 2001.